# 1904–1905-ös dán labdarúgó-bajnokság (első osztály)
Az 1904–1905-ös Danish Superliga volt a 16. alkalommal megrendezett, legmagasabb szintű labdarúgó-bajnokság Dániában. A szezonban 6 klubcsapat vett részt.
A címvédő a Frem volt. A bajnokságot a Kjøbenhavns csapata nyerte meg.

## Tabella
| Hely. | Csapat              | M | Gy | D | V | G+ | G– | Gk  | P  | Továbbjutás vagy kiesés |
| ----- | ------------------- | - | -- | - | - | -- | -- | --- | -- | ----------------------- |
| 1.    | Kjøbenhavns         | 5 | 5  | 0 | 0 | 30 | 6  | +24 | 10 | A szezon bajnoka        |
| 2.    | Boldklubben af 1893 | 5 | 4  | 0 | 1 | 26 | 7  | +19 | 8  |                         |
| 3.    | Akademisk           | 5 | 3  | 0 | 2 | 22 | 16 | +6  | 6  |                         |
| 4.    | Frem                | 5 | 1  | 1 | 3 | 12 | 13 | −1  | 3  |                         |
| 5.    | Olympia (F)         | 5 | 1  | 0 | 4 | 13 | 28 | −15 | 2  |                         |
| 6.    | Østerbros           | 5 | 0  | 1 | 4 | 4  | 37 | −33 | 1  |                         |